# Coway (bedrijf)
Coway Co., Ltd. is een uit Zuid-Korea afkomstige, internationaal opererende fabrikant van huishoudelijke apparaten, waterzuiveraars en waterontharders. Het bedrijf is opgericht en gevestigd in Seoul, en is het grootste waterzuiveringsbedrijf van het land. Coway heeft kantoren in China, Indonesië, Maleisië, Thailand, de Verenigde Staten en Europa. Het bedrijf is genoteerd aan de Korea Exchange. Sinds 2019 is Coway een dochteronderneming van Netmarble.
Het bedrijf produceert onder andere bidets, waterzuiveraars, waterontharders en luchtzuiveraars. Sinds 2021 heeft het bedrijf een Europese branche onder de naam Coway Europe B.V. Het Europese hoofdkantoor bevindt zich in Amstelveen.

## Geschiedenis
Het bedrijf is in 1989 opgericht door Woongjin Group, onder de naam Woongjin Coway.
In 2013 verkocht Woongjin Coway haar meerderheidsaandelen in Coway aan het private equity-fonds MBK Partners, dat tot 2018 de holding van Coway bleef. Dit had als reden de financiële zorgen waar Coway toendertijd mee kampte.
Woongjin kocht eind 2018 zijn aandelen terug van MBK voor 1,68 miljard Zuid-Koreaanse won (1,4 miljard dollar), waarna de naam Woongjin Coway weer werd gebruikt. Minder dan een jaar later echter, werden de aandelen van Coway weer geveild. Aanvankelijk toonden  bedrijven als Carlyle Group, Haier Group en SK Networks interesse, maar trokken zich uiteindelijk allemaal terug. Het werd uiteindelijk verkocht aan videogameontwikkelaar Netmarble voor 1,74 miljard won, ondanks dat Woongjin aanvankelijk zijn aandelen probeerde te verkopen voor meer dan 2 miljard won. Netmarble blijft tot op de dag van vandaag de grootste houdstermaatschappij van Coway.

## Producten
Coway produceert de volgende producten:
- waterzuiveraars
- waterontharders
- luchtreinigers
- elektronische en niet-elektronische bidets
- waterkoelers
- massagestoelen